# Marcha analítica

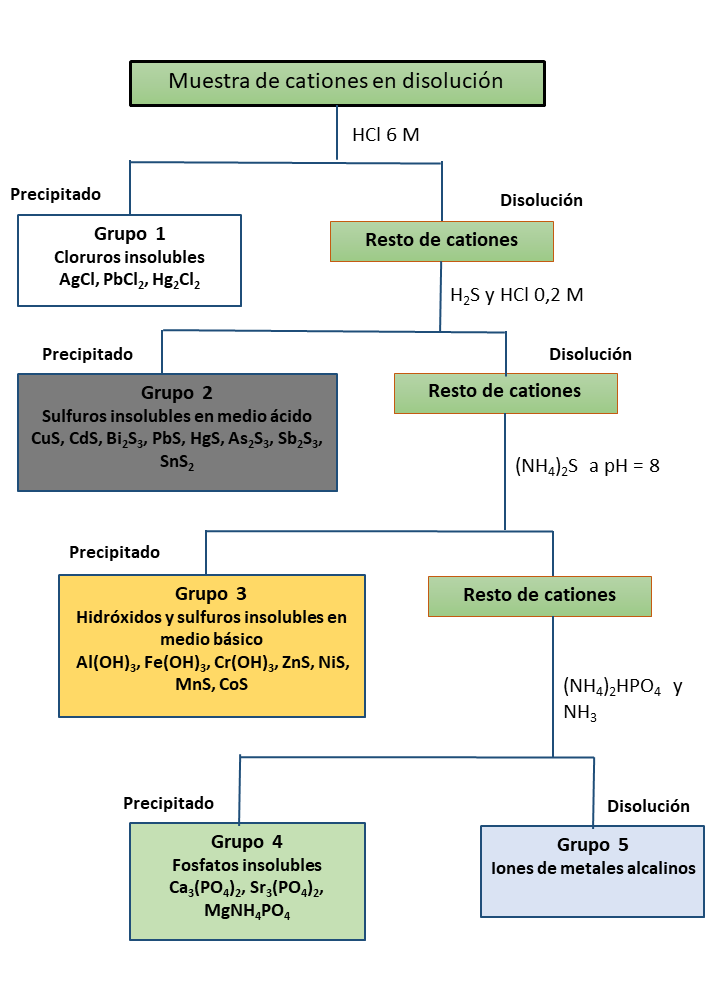
Marcha analítica para la identificación de cationes (procedimiento del ácido sulfhídrico)

En  el análisis químico cualitativo, una marcha analítica es un conjunto de reglas prácticas, aplicadas en un determinado orden y de forma sistemática, conducentes a la identificación de iones inorgánicos,  generalmente en disolución. Mediante el empleo de determinadas reacciones químicas, los diferentes iones se van separando en grupos, para después, mediante el empleo de otras reacciones, denominadas de identificación, que pueden ser de formación de complejos o de precipitación de determinadas sales con colores característicos, identificar dichos iones. Puesto que la mayoría de los ensayos se hacen por vía húmeda (en disolución), la muestra si no es líquida, debe ser puesta en disolución mediante ataque ácido u otros procedimientos de preparación de muestras. 
En general, se emplean reactivos comunes como el cloruro, sulfuro, NaOH, amoniaco y similares, que separan grupos, habitualmente de cationes, aunque también existen marchas analíticas de identificación de aniones. Cada reactivo produce un precipitado con un pequeño grupo de iones quedando en disolución el resto de ellos, que en un siguiente paso pueden separarse de otros mediante el empleo de otro reactivo general apropiado. En dichos grupos separados se realizan identificaciones individuales mediante reactivos más específicos, como la dimetilglioxima, cuprón, Montequi, etc. o mediante otras operaciones, como redisolución selectiva mediante calentamiento o mediante el empleo de reactivos complejantes. La marcha analítica clásica es la del ácido sulfhídrico para los cationes. El sulfuro es muy efectivo porque presenta numerosos precipitados y complejos, algunos coloreados como los de Cd, Mn, As y Zn; sin embargo, es un compuesto tóxico por lo que se han propuesto marchas sistemáticas alternativas, como la del carbonato. También existen también marchas analíticas para aniones.

## Cambio de selectividad de un reactivo
Una secuencia de reactivos es más o menos selectivo si se produce con más o menos problemas. Un reactivo es específico (más selectivo) cuando reacciona con muy pocos cationes y aniones. Se van a llamar reactivos generales (menos específicos) cuando reaccionan con muchos cationes y aniones. Se puede cambiar la selectividad de un reactivo por tres diferentes métodos:
- Por variación del pH: Ej. el H2S es un reactivo general que a pH neutro o básico origina precipitados con casi todos los cationes del Sistema Periódico; sin embargo, a pH ácido se produce un efecto del ion común, disminuye la concentración del anión S2- y solo precipitan a pH ácido los sulfuros más insolubles, que son los sulfuros de los denominados Grupos I y II de la marcha analítica.

- Por cambio del estado de oxidación: Ej. el catión Ni2+ origina un compuesto coloreado de color rosado con dimetilglioxima, pero si tenemos en el medio Fe2+ con dimetilglioxima genera un color rosado rojizo; sin embargo, si añadimos H2O2 el Fe2+ pasa a Fe3+, el cual no reacciona con la dimetilglioxima y podemos detectar el níquel.

- Enmascaramiento de cationes: Ej. el Cu2+ y Cd2+ son dos cationes muy semejantes; sin embargo, se pueden identificar. Si añadimos H2S precipitan CuS (negro) y CdS (amarillo). Al problema que contiene se le añade KCN, formando Cu(CN)42- y Cd(CN)42-, ambos incoloros. Si añadimos H2S entonces el Cu(CN)42- no reacciona, ya que es muy estable; sin embargo, el Cd(CN)42- es menos estable, reacciona con el H2S y origina CdS (amarillo).

## Marcha analítica de los cationes más comunes

### Grupo I
Se toma la muestra problema o alícuota y se suma HCl 2N. Con este reactivo precipitan los cationes del Grupo I ( Plata (I), Plomo (II) y Mercurio (I)): AgCl, PbCl2 y Hg2Cl2. Sobre el mismo embudo se añade agua de ebullición, quedando en el papel de filtro el AgCl y el Hg2Cl2; el Pb2+  puede identificar añadiendo KI, que origina un precipitado de PbI2 que se disuelve en caliente, que sirve para identificarlo mediante la llamada lluvia de oro.
Sobre el mismo papel de filtro se añade NH3 2N. En el papel de filtro si existe Hg22+ y se forma una mancha blanca, gris o negro, que es una mezcla de HgClNH2 y Hg0. En la disolución se forman Ag(NH3)2+, que se puede identificar con KI dando un precipitado de AgI, amarillo claro.

### Grupo II
Los cationes de este grupo no reaccionan al ácido clorhídrico (HCl)pero forman precipitados con el sulfuro de hidrógeno (H2S) es un medio ácido. Los cationes del segundo grupo se dividen tradicionalmente en dos subgrupos el grupo IIA y IIB. Los elementos o cationes que componen el subgrupo IIA: Pb, BI, Cu, Cd, Hg. El subgrupo IIB, lo forman los siguientes cationes: As, Sn, Sb. Mientras que los sulfuros del grupo IIA son insolubles en polisulfuro de amonio, (NH4)2Sn, los de los cationes del grupo IIB

### Grupo III
A la disolución que contiene los cationes del Grupo III y siguientes le añadimos NH3 y NH4Cl, precipitando los cationes del Grupo IIIA: Fe(OH)3 (rojo), Al(OH)3 (blanco), Cr(OH)3 (verde), pero no precipitan los del Grupo IV y siguientes.
Para identificar los cationes del Grupo IIIA se añade NaOH y H2O2, de tal forma que el Fe(OH)3 no se disuelve, pero el resto dan AlO2-, CrO2- (aunque con el H2O2 da CrO42-). Para reconocer el hierro se disuelve ese precipitado en HCl y se divide en dos posiciones: a una de ellas se le añade KSCN (si existe hierro se origina un precipitado de color rojo escarlata intenso), y a la otra porción se le añade K4Fe(CN)6 (si existe hierro se forma un precipitado de color azul oscuro azul de prusia). A la disolución que contiene el aluminio y el cromo añadimos HCl hasta pH neutro; a continuación se le añade NH3 y precipita Al(OH)3; para poder verse esta disolución se le echa rojo Congo, añadimos HCl, el rojo Congo pasa a color azul, añadimos NH3, el rojo Congo azul vuelve a ser rojo y el Al(OH)3 se vuelve rojo.
Sobre la disolución añadimos H2S y NH3, quedando precipitados los cationes del grupo IIIB: MnS (rosa), CoS (negro), NiS (negro) y ZnS (blanco), quedando aparte los de los Grupos IV y V. Sobre los precipitados agregamos HCl, quedando por un lado Mn2+ y Zn2+, y por otro NiS y CoS. En el primer tubo con NaOH y H2O2 da ZnO22- y un precipitado marrón de MnO2. Para reconocer el zinc se trata con H2S dando un precipitado blanco de ZnS; también se puede utilizar los reactivos de Montequi A y Montequi B dando un precipitado de color violeta. En el segundo tubo disolvemos con agua regia, dando Ni2+ y Co2+. A una de las porciones se neutraliza con NH3 y se sigue agregando hasta pH básico y después se adiciona reactivo de dimetilglioxima; si existe Ni2+ se forma un precipitado rosa. Para el Co2+ primero se neutraliza con NH3, se tampona con ácido acético y acetato de sodio junto con KSCN; si agregamos acetona la fase acetónica toma un color azul.

### Grupo IV
Sobre las disoluciones de los Grupos IV y V añadimos (NH4)2CO3, precipitando los cationes del Grupo IV: CaCO3 (blanco), BaCO3 (blanco), SrCO3 (blanco), pero si no lo hemos eliminado anteriormente tendríamos también PbCO3. Disolvemos esos precipitados en ácido acético y añadimos HCl 2N; si existe plomo precipita PbCl2, y disueltos Ca2+, Ba2+ y Sr2+. Sobre la disolución añadimos K2CrO4; si existe bario se obtiene un precipitado amarillo de BaCrO4, y disueltos Ca2+ y Sr2+. Sobre la disolución añadimos (NH4)2CO3, precipitando los dos carbonatos: CaCO3 y SrCO3, calentamos hasta sequedad, le añadimos un poco de H2O y acetona y después (NH4)2CrO4, quedando un precipitado de SrCrO4 y disuelto el calcio, pero si le añadimos Na2C2O4 precipita CaC2O4.

### Grupo V
Los cationes que no precipitan con ningún reactivo anterior forman el Grupo V: NH4+, K+ y Na+. La mayor parte de los ensayos se hacen al principio del análisis:
- Para el NH4+ se calienta y, si se desprende amoníaco entonces existe este catión. También se puede agregar el reactivo de Nessler y, si existe amonio da un precipitado de color amarillo.

- Para el K: la mejor forma de reconocerlo es a la llama, la que da una coloración violeta. También se puede agregar cobaltonitrito sódico; en medio débilmente ácido si existe K+ da un precipitado amarillo.

- El Na+ se puede identificar porque al añadir amarillo titanio da un color rojo. Si existe Na+ con reactivo de Kalthoff da un precipitado amarillo. También se puede hacer porque si se acerca una llama esta es de color amarilla intensa y es duradera.

### Comprobación de cationes
- Ag+: Con HCl da AgCl (blanco); con KI da AgI (rojo).

- Al3+: Con alizarina da un compuesto amarillo.

- As3+: Con mixtura magnésica da un espejo de plata en el tubo.

- Ba2+: Con dicromato precipita cromato de estroncio o sulfatos precipita sulfato de bario blanco.

- Bi3+: Con SnCl2 da Bi metálico (negro).

- Cd2+: Con sulfuro da el CdS (amarillo).

- Co2+: Con KSCN da un complejo azul; los sulfuros de cobalto se disuelven en agua regia; el Co(OH)3 es el único hidróxido de color naranja.

- Cu2+: Con NH3 da Cu(NH3)42+ (azul intenso).

- Fe3+: Con KSCN da un complejo rojo; con ferrocianuro da un compuesto azul; el Fe(OH)3 es el único hidróxido de color pardo-rojizo.

- Hg22+: En la marcha analítica precipita con HCl, se añade NH3 y da en el filtro un precipitado negro de Hg0.

- Hg2+: Se echa sobre una moneda de una peseta pequeña y da una amalgama negra, ya que se forma Hg0.

- K+: Con cobaltonitrito sódico da precipitado amarillo.

- Mg2+: Con magnesón da color azul.

- Mn2+: Con sulfuro da el MnS (naranja).

- Na+: Con el reactivo de Koltoff da precipitado amarillo.

- NH4+: En medio básico da NH3; si hay amonio con el reactivo de Nessler da precipitado rojo-pardo.

- Ni2+: Con dimetilglioxima da un precipitado de color rojo; los sulfuros de níquel se disuelven en agua regia; el Ni(OH)3 es el único hidróxido de color verde.

- Pb2+: Se añade KI y da un precipitado amarillo de PbI2 o bien con K2CrO4.

- Sb3+: Con rodamina B da precipitado morado.

- Sn2+: Si se acerca a la llama se pone de color azul.

- Zn2+: Con Montequi A y Montequi B da precipitado verde.

## Marcha analítica de los aniones más comunes
Los aniones más frecuentes en un laboratorio no se pueden separar de forma tan clara como los cationes. La mayor parte de las veces se van a identificar de forma directa, mientras que otros se van a separar en grandes grupos precipitando con cationes y, a partir de estos precipitados, se identifican esos aniones. Sin embargo, en laboratorio es bastante más difícil analizar los aniones presentes que los cationes.
Generalmente en el laboratorio la marcha analítica de aniones se hace primero eliminando todos los cationes existentes precipitando con NaOH o CO32-. A continuación se hacen tres ensayos preliminares:
- El primero es con H2SO4 concentrado. Reacciona con determinados aniones y produce gases que son fácilmente identificables. Los aniones que desprenden gases son: CO32- (CO2), SO32- (SO2), S2O32- (SO3), S2- (Cl2S), CN- (HCN) y NO2- (NO2).

- La segunda es una reacción para identificar aniones oxidantes. Se realiza con KI, que reacciona con los oxidantes. Ej. BrO3- + 2I- → BrO2- + I2, el cual reacciona fácilmente con el almidón y da un color azul en la disolución. Son: CrO4-, Fe(CN)63-, NO3-, MnO4-, CrO3- y IO3-.

- La tercera es una reacción de aniones reductores. Se realiza la prueba con KMnO4. Si existen aniones reductores el KMnO4 se decolora rápidamente. Son: Fe(CN)64-, S2O32-, S2-, SO32-, AsO33-, NO2-, I- y SCN-.

Primero separamos los aniones del Grupo I, que son aquellos que precipitan con Ca2+ en un medio con ácido acético. Los aniones que van a precipitar son: C2O42-, F- y PO33-.
Los aniones del Grupo II son los que precipitan con Zn2+ en presencia de ácido acético. Son: S2-, Fe(CN)64- y Fe(CN)63-.
Los aniones del Grupo III son los que precipitan con Mg2+ en presencia de NH3 y un exceso de NH4+. Son: PO43-, AsO33-, AsO43- y SiO32-.
Los aniones del Grupo IV son los que precipitan con Ba2+ en presencia de ácido acético. Son: SO42-, SO32-, S2O32- y CrO42-.
Los aniones del Grupo V son los que precipitan con Ag+ en medio fuertemente básico. Son: Cl-, Br-, I-, CN- y SCN-.
Los restantes aniones no precipitan con ninguno de los cationes anteriores, por lo que se identifican en la muestra inicial. Los más frecuentes son: NO2-, NO3-, IO3- y BrO3-.

## Otras marchas analíticas sin el empleo del sulfuro de hidrógeno

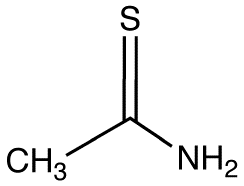
Tioacetamida

El empleo del ácido sulfhídrico plantea numerosos inconvenientes, no solo en lo referente a su toxicidad y su olor desagradable. También, en algunos casos, las separaciones son relativamente deficientes, debido a fenómenos de coprecipitación o a disoluciones inducidas de algunos cationes. Otro fenómeno que  también puede producirse con cierta frecuencia, es la facilidad de pectización de muchos precipitados de sulfuros metálicos, que al pasar al estado coloidal, pasan a través de los filtros. En otros casos y bajo condiciones no siempre controladas, se pueden producir reacciones secundarias debido al carácter reductor del ion S2-. En consecuencia, a lo largo de la historia de la marcha analítica, se han hecho diversos intentos por prescindir de sulfuro de hidrógeno como precipitante. En algunos casos, se ha intentado utilizar sustancias orgánicas, como la tioacetamida,  que por hidrólisis genera el ion precipitante (S2-). La hidrólisis de este reactivo puede llevarse a cabo tanto en medio ácido como en medio básico, por lo que es capaz de precipitar los mismos sulfuros metálicos que si se empleara como precipitante una corriente gaseosa de H2S. Como la reacción de precipitación se produce en medio homogéneo, se obtienen precipitados cristalinos de mayor tamaño y pureza. También se han realizado intentos de utilizar el sulfuro sódico como reactivo precipitante con la ayuda del EDTA como agente enmascarante.   
En Francia, el profesor Gaston Charlot, junto con sus colaboradores, estudiaron la posibilidad de determinar los cationes sin el empleo del sulfuro de hidrógeno, desarrollando una técnica basada en ensayos directos, mediante reacciones químicas específicas o mediante ocultamiento de interferencias por cambios en el pH, de disolvente, empleo de agentes enmascarantes, etc.
También en España, el profesor Siro Arribas, de la universidad de Oviedo hizo una propuesta de marcha analítica empleando carbonato sódico como reactivo general, en lugar del mencionado sulfuro de hidrógeno y que se utilizó con fines docentes en algunas universidades españolas. La marcha, conocida como del carbonato sódico, se basa en el principio de que la mayoría de los cationes precipitan en una disolución de carbonato sódico 0,5 M que se lleva a ebullición. Unos lo hacen como carbonatos, otros como hidróxidos, algunos más como sales hidroxiladas mixtas y unos pocos, por formar óxidos en medio alcalino. Los que no precipitan, conforman el grupo primero de esta marcha. Separada la parte soluble del precipitado, éste se neutraliza con ácido nítrico concentrado. La parte insoluble, contiene los cationes del grupo segundo y en la disolución quedan el resto. Esta disolución se trata con ácido clorhídrico, quedando en el precipitado los cloruros insolubles, que corresponden a los mismos cationes que el grupo primero de la marcha analítica del H2S (ahora sería el grupo tercero). El grupo cuarto está constituido por aquellos cationes que precipitan como sulfatos mediante la adición de sulfato amónico. La disolución resultante contiene los cationes correspondientes a los grupos quinto y sexto. Por tratamiento con amoniaco se separan los que precipitan como hidróxidos (grupo quinto) de los que forman complejos aminados solubles (grupo sexto). Como en el caso de la marcha analítica del sulfuro de hidrógeno, en cada grupo es preciso identificar a sus componentes mediante ensayos específicos, separándolos de otros componentes del grupo, que pudieran interferir, cuando ello sea necesario.